# Marion (gruppo musicale)
I Marion sono una band britpop inglese, formatasi nel 1993 a Macclesfield, Cheshire.

## Storia
La formazione classica comprende il frontman Jaime Harding, il chitarrista Phil Cunningham, il chitarrista Tony Grantham, il bassista Nick Gilbert e il batterista Murad Mousa.
La band pubblicò due album in studio prima di sciogliersi nel 1999, a causa della dipendenza da eroina di Harding, che smise di presentarsi alle prove con la band quell'anno. Sebbene originariamente si fondessero con la scena "Madchester", i Marion erano visti come una versione settentrionale dei Suede, etichetta che fu sentita dai Marion stessi come una limitazione.
Nel 2006, Harding e Cunningham reclutarono un nuovo gruppo di musicisti e riformarono la band. I nuovi Marion iniziarono a lavorare su nuovo materiale, dopo aver suonato il loro primo concerto dal vivo insieme il 1º aprile 2006 a Bath, replicarono con spettacoli esauriti a Manchester e Londra nel settembre 2006.
La formazione originale della band si riformò nel settembre 2011, eccetto il batterista Murad Mousa, sostituito da Jack Mitchell.

## Discografia
Album in studio
- This World and Body, 1996, London Records
- The Program , 1998, London Records

Album live
- Alive in Manchester, 2012

Singoli
- Violent Men, 1994
- Sleep, 1995
- Toys for Boys, 1995
- Let's All Go Together, 1995
- Time, 1996
- Sleep (nuova registrazione), 1996
- Miyako Hideaway, 1998
- Sparkle (solo promozionale), 1998

Extended play
- Toys For Boys EP, 1995
- The Sleep EP, 1996
- Sparkle EP, 1998
- Live In The Studio Sessions EP, 2008
- Can't Stop Now EP, 2016
- Rouge Male EP, 2016